# Baigneaux (Loir y Cher)
Baigneaux era una comuna francesa situada en el departamento de Loir y Cher, de la región de Centro-Valle de Loira, que el 1 de enero de 2017 pasó a ser una comuna delegada de la comuna nueva de Oucques-la-Nouvelle al fusionarse con las comunas de Beauvilliers, Oucques y Sainte-Gemmes.

## Demografía
| Gráfica de evolución demográfica de Baigneux entre 1800 y 2014 |
|                                                                |

Los datos demográficos contemplados en este gráfico de la comuna de Baigneaux se han cogido de 1800 a 1999 de la página francesa EHESS/Cassini, y los demás datos de la página del INSEE.